# Shaumyanovka
Shaumyanovka (azerbajdzjanska: Məmişlər) är en ort i Azerbajdzjan.   Den ligger i distriktet Sabirabad Rayonu, i den sydöstra delen av landet, 120 km väster om huvudstaden Baku. Antalet invånare är 1 433.
Terrängen runt Shaumyanovka är mycket platt. Runt Shaumyanovka är det ganska tätbefolkat, med 72 invånare per kvadratkilometer.. Närmaste större samhälle är Saatlı, 18,0 km sydväst om Shaumyanovka.
Trakten runt Shaumyanovka består till största delen av jordbruksmark.